# Condecoración General Eloy Alfaro Delgado

Dibujo del collar en que consiste esta condecoración.

La Condecoración General Eloy Alfaro Delgado es la máxima distinción que otorga la Asamblea Nacional de Ecuador.
El nombre es en memoria de Eloy Alfaro (1842-1912), quien fue Presidente de la República y jefe de la Revolución Liberal.
Entre los premiados se encuentran: Lenín Moreno, Alan García y Fidel Castro.
No debe ser confundida con premios de idéntico nombre que otorgan la Provincia de Manabí, la Municipalidad de Santa Rosa o la Confederación de Periodistas del Ecuador.